# روسدي طالب
روسدي طالب (بالإنجليزية: Rosdi Talib)‏ (مواليد 11 يناير 1976 في ترغكانو دار الإيمان) لاعب كرة قدم ماليزي دولي يجيد اللعب في خط الدفاع . يلعب حاليا لصالح نادي بي بي دي كيه تي الماليزي منذ سنة 2009 .

## روابط خارجية
- روسدي طالب على موقع قاعدة بيانات كرة القدم.إي يو (الإنجليزية)
- روسدي طالب على موقع ناشيونال فوتبول تيمز (الإنجليزية)
- روسدي طالب على موقع Soccerway.com (الإنجليزية)